# Lichen Lake
Der Lichen Lake (englisch für Flechtensee) ist ein 1 km langer und in seiner Mitte verengter See an der Ingrid-Christensen-Küste des ostantarktischen Prinzessin-Elisabeth-Lands. Er liegt im Lichen Valley in den Vestfoldbergen. Der Elephant Lake liegt unmittelbar nördlich von ihm.
Der Lichen Lake ist einer von mehreren Seen, die Biologen der Davis-Station im Jahr 1974 im Rahmen der Australian National Antarctic Research Expeditions untersuchten. Sie benannten ihn in Anlehnung an die Benennung des gleichnamigen Tals.